# Måns Söderqvist
Måns Oskar Söderqvist, född 8 februari 1993 i Emmaboda, är en svensk fotbollsspelare (offensiv mittfältare/anfallare).

## Karriär
Säsongen 2010 gjorde Söderqvist sin allsvenska debut för småländska Kalmar FF. Under de följande säsongerna tog han sig vidare i sin utveckling och var under stundom en startspelare; detta i 10 av sammanlagt 28 matcher i Allsvenskan under 2011 och 2012. Säsongen 2013 tog Söderqvist ytterligare kliv framåt då har från sin offensiva mittfältsroll stod för 5 mål och 4 målgivande passningar på 22 starter i Allsvenskan. Under året fick han dessutom representera det svenska U-21 landslaget. Säsongen 2014 blev Emmabodasonens riktiga genombrottsår. Efter sju allsvenska omgångar toppade Söderqvist Allsvenskans skytteliga med 6 gjorda mål efter att ha blivit bofast som anfallare i laget. 
I december 2014 blev det officiellt att Söderqvist skrivit på för Hammarby IF på ett kontrakt gällande över tre år.
I juli 2016 återvände Söderqvist till Kalmar FF med en kontraktstid på 3,5 år. Återkomsten blev dock inte speciellt lyckad för Söderqvist på grund av en återkommande skadeproblematik och en i övrigt vikande form. Efter utgången kontraktstid i KFF värvades Söderqvist i januari 2020 istället av Trelleborgs FF, där han skrev på ett tvåårskontrakt.
Den 23 december 2021 blev det klart att Söderqvist skrivit på för division 1-klubben Oskarshamns AIK. Efter säsongen 2022 lämnade han klubben.